# Реквием Рыцарь-Вампир
Реквием Рыцарь-Вампир (Requiem Chevalier Vampire) — цикл графических новелл английского автора Пата Миллса и французского художника Оливье Ледруа. В 2007 году цикл получил награду за «лучший европейский комикс» Eagle Awards, а в 2010 был номинирован на награду «любимый европейский комикс».

## Сюжет
История повествует о приключениях немецкого солдата Хайнриха Аугсбурга в загробном мире. Терзаемый чувством вины, сначала за предательство идеалов, которым он служит, а потом за предательство своей возлюбленной, он гибнет на Восточном фронте. Получив пулю в лоб, Хайнрих оказывается на Воскресении, планете, где наш привычный мир отражается в кривом зеркале декаданса. Время там течёт вспять, на месте земных континентов бушуют огненные моря, высокие технологии стоят на службе обскурантизма, а каждый человек воплощается в какую-либо форму нечисти, в зависимости от характера поступков, совершённых в земной жизни. Волею случая главный герой избегает немедленной гибели от рук зомби-мародёров, которые встречают воскресших солдат всех эпох. Хайнрих проходит обучение на тёмной стороне Луны, даёт клятву Тёмным Богам и таким образом вступает в ряды Рыцарей Вампиров. Они — элита Воскресении.
В этом дантовском чистилище встречаются, порой меняясь ролями, потомки с предками, охотники и жертвы, простые люди и исторические личности. Невинных здесь нет, Воскресения словно котёл кипит войнами и политическими заговорами на фоне бесконечной вражды Богов Лимба и Повелителей Бесконечности. И к тому же близится сильнейший катаклизм — Великий Космический Прилив. Узел чувства долга, вины, любви, дружбы и предательства затягивается всё туже…

## Список альбомов
1. «Воскрешение» (Resurrection), 2000
2. «Пляска Смерти» (Danse Macabre), 2001
3. «Дракула» (Dracula), 2002
4. «Бал вампиров» (Le Bal des Vampires), 2003
5. «Атака Драконов» (Dragon Blitz), 2004
6. «Клуб Адского Пламени» (Hellfire Club), 2005
7. «Монастырь Сестёр Крови» (Le Couvent des Soeurs de Sang), 2007
8. «Королева мертвых душ» (La Reine des Âmes Mortes), 2008
9. «Город пиратов» (La cite des pirates), 2010
10. «Кровавая баня» (Bain de sang), 2011
11. «Умершая любовь» (Amours défuntes), 2012

## Персонажи

### Вампиры
- Реквием — главный герой новелл. При жизни был нацистским солдатом, погиб на восточном фронте. Переродился на Воскресении как вампир и после двух лет подготовки получил звание рыцаря-вампира. В своей прошлой реинкарации был королём и тевтоном Хаинрихом Барбароссой и погиб на ледовом побоище и лично заколот Александром Невским при попытке захватить Русь.
- Дракула — правитель Драконии (государства вампиров на Воскресении). При жизни был известен как князь Валахии Влад III Цепеш.
- Отто — рыцарь-вампир, первоначально наставник Реквиема. При жизни был фанатично преданным офицером СС, комендантом концлагеря. Пережил Вторую мировую, бежал в Южную Америку, где был найден и убит охотниками на нацистов. Предположительно — Отто Скорцени.
- Леди Клаудия — рыцарь-вампир, испытывает интерес к Реквиему. Также имела любовную связь с Батори. При жизни была хранительницей адских врат, где совершались человеческие жертвоприношения. Одной из жертв удалось спастись и нарушить ритуал, за это Клаудия была наказана силами Ада и сгорела заживо. При жизни заключила с Силами Зла сделку: жертвоприножение собственной дочери в день её 21-летия в обмен на обучение на Рыцаря-Вампира. Клаудии посвящена отдельная серия графических новелл.
- Турим — предыдущая инкарнация Реквиема. Противник Дракулы, которого тот подверг пыткам и уничтожил. При жизни был магистром тевтонцев, погиб в битве на Чудском озере.
- Блэк Саббат — канцлер Банка Крови. При жизни был известен, как Алистер Кроули. Одно из ключевых лиц в подготовке переворота против Дракулы.
- Нерон — ближайший соратник Дракулы, Принц Извращений. При жизни был императором Римской империи Нероном.
- Барон Самеди, он же барон Суббота — соратник Клаудии, враг Реквиема, при жизни был сутенером и наркоторговцем. Имя — отсылка к одноименному божеству религии Вуду — Барону Субботе.
- Батори — супруга Дракулы, при жизни была трансильванской графиней Елизаветой Батори, замучившей около 600 девушек, в их крови она купалась, чтобы продлить молодость.
- Калигула — один из представителей королевской семьи Драконии, при жизни был императором Римской Империи Калигулой, известным тем что убил свою сестру, беременную от него.
- Леа Хирсиг — багряная жена Блэк Саббата, она же Обезьяна Тота, при жизни известна, как сектантка, последовательница оккультных учений Алистера Кроули Леа Хирсиг.
- Дракон — вампир-отаку, истребляющий себе подобных, в поисках того, кто сбросил атомную бомбу на Хиросиму. При жизни солдат японской армии, участник резни под Нанкином.
- Аттила — ближайший соратник Дракулы, адмирал Воздушной Кавалерии, Повелитель Резни и Воплощение Антихриста. При жизни был Аттилой, прозванным бичом божьим.
- Сэр Мортис — враг Реквиема, один из участников заговора против Дракулы, при жизни был заключенным концлагеря, спасшимся благодаря знанию чёрной магии, после войны, вместе с леди Клаудией и бароном Самеди основал собственный сатанинский культ.
- Сэр Криптус — учитель рыцарей-вампиров на Воскресении, некогда был начальником тайной полиции, пока не оказался слишком молод. Один из участников в заговоре против Дракулы
- Ольга Захарова — комендант Некрополиса, командующая военными силами города, главный миссионер вампиров. При жизни была сотрудником НКВД, организовавшим массовый голод в Украине.
- Инспектор Курзе — шеф тайной полиции Некрополиса, при жизни был коррумпированным начальником полиции, питает страсть к пожарам, наводнениям, нашествиям саранчи и другим видам бедствий.
- Клык Еретик — русский вампир, охотник на драконов и любитель женщин, приятель Реквиема.

### Остальные
- Ребекка — предводительница ведьм на Воскресении. При жизни возлюбленная-еврейка Реквиема. Убита комендантом лагеря Отто фон Тодом за нарушение Нюрнбергских расовых законов.
- Шон — военачальник Лемурии, возлюбленный Ребекки. При жизни был полицейским шпионом и возлюбленным Клаудии, пока она его не убила.
- Торквемада — сильнейший из оборотней. При жизни Великий Инквизитор Испании Томмазо де Торквемада.
- Митра — матриарх упырей, королева пиратов. При жизни была директором ФБР Джоном Эдгаром Гувером. Стремится уничтожить вампиров на Воскресении.
- Капитан Триада — упырь, один из военачальников пиратов, при жизни был Президентом Труменом, Профессором Оппенгеймером и Капитаном Тиббетсом.
- Ли-шай — упырь, военачальник пиратов, при жизни была главой Триады в Нанкине, занимавшейся торговлей опиумом, содержала публичный дом и торговала людьми.
- Леди Венера — упырь, главнокомандующий пиратов, при жизни была президентом планеты Венера в будущем, создала феминофашистский режим, истребивший всех мужчин на планете.
- Матушка Ужас - капитан упырей, главнокомандующий пиратов, при жизни была Матерью Терезой, делавшей бизнес на страданиях безнадежно больных людей.
- Архиерофант — глава государства Танатос на Воскресении, при жизни был ученым, ради прогресса истребившим тысячи жизней.
- Тэнгу — наставник Дракона, учитель, соперничающий с Криптусом, столь же стар. Ненавидит Турима, за разгром в битве при Шень-Тэн-Рай, где он все потерял.
- Королева Коварства — жестокая и алчная правительница Дистопии, похожая на Елизавету I.
- Король Рутра — древний король Дистопии, спящий в священном городе Лонава. Был разбужен ритуалом Золотого дождя во время вторжения Дракулы. Жесток, алчен и очень могущественен.

## Воскресения
Воскресения (фр. Résurrection) — вымышленный мир, придуманный английским автором Патом Миллсом, в котором происходят события графических новелл Requiem Chevalier Vampire и Claudia Chevalier Vampire. Мир Воскресении является негативом Земли и там где на Земле океаны и моря, на Воскресении — суша, омываемая инфернальными морями. Эти моря крови — порталы, ведущие в другие измерения и времена. Время в этом мире также течёт вспять. «Вчера» здесь означает «завтра» и жители не знают старости, подвластные обратному процессу, — они постепенно молодеют, пока не становятся детьми и не исчезают вовсе.

### Описание мира
Воскресения — место, где люди возрождаются монстрами в соответствии с грехами, совершёнными при жизни. Различными монстрами, от самых низших форм, вроде зомби, до элиты общества, высшей касты — вампиров. Здесь всё перевёрнуто с ног на голову, невинность является преступлением, преступление — доблестью, и, чем более жестоким был человек при жизни, тем более высокий статус получит он здесь. Люди на Воскресении также располагают всеми знаниями, которыми обладали при жизни.
Одни стремятся забыть свои старые жизни, в том числе используя наркотическое вещество — чёрный опиум, и наслаждаются обретённой здесь властью и могуществом, другие смиренно влачат жалкое существование, постоянно унижаемые элитой общества, будучи на положении рабов. Но есть и третьи, кто, в общем-то, не заслужил находиться здесь, но чьи судьбы тесно переплетены с судьбами здешних обитателей. Призраки невинно убиенных, сильные духом, те, кто противостоял злу на Земле, возрождаются здесь и получают силу преследовать своих мучителей и после смерти, ведь верный способ вырваться из этого проклятого места, стать свободным — уничтожить своего убийцу. Так и появляются отряды охотников за вампирами, всячески осложняющие «нежизнь» кровососов, считающих себя правителями Воскресении.
- Вампиры — находятся в числе сильнейших монстров преисподней. Имеют характерную белую кожу, клыки и красные глаза. Питаются кровью. Только единицы умерших могут стать вампирами, при жизни такие люди пали в порок и творили страшное зло, осознавая это, и зачастую гордясь этим. После попадания в Ад, новоиспечённым вампирам вживляют в тело чёрный опиум и набивают татуировки, которые увеличивают во много раз их магические способности, повышают агрессию и помогают забыть о прошлой жизни. В Драконии каждый вампир учится магии в течение 2-х лет. Некоторые вампиры настолько опасны, что их держат постоянно в состоянии сна. Также, некоторые из них могут получить особую награду от своего правителя — Поцелуй Тьмы. Это прежде всего королевская семья. Вампиры, входящие в неё не молодеют, а также могут получить особую способность: Нерон умел контролировать огонь и управлять им, Турим и Элизабет Батори были наделены даром полной регенерации.
- Лемурии — души, зачастую невинные, умершие страшной смертью, они же жертвы. Им характерны бледная кожа и яркие зелёные глаза. Они ведут яростную охоту на вампиров, так как многие при жизни пали от их рук (когда те тоже были смертными). Многие из лемурианцев при жизни были евреями, особенно их армия стала велика после Холокоста. Если вампир-убийца умирает, то лемурианец освобождается и покидает ад. Вампир, испив кровь может контролировать лемурианца. Некоторые лемурианцы вступают в добровольные отношения с вампирами но большинство создали огромную и могущественную армию, чтобы истребить всех вампиров и для этого подчинили себе другую нечисть, например оборотней.
- Упыри — при жизни, как и вампиры творили страшное зло, но верили, что делают это ради блага. Населяют страну под названием Аэрофагия и занимаются в основном пиратством. Ведут войну простив вампиров. В силе не уступают вампирам но не владеют магией, зато обладают огромным арсеналом огнестрельного оружия. Имеют бледную кожу характерные зелёные глаза, острые зубы и отсутствует нос. Их кровь, хотя не вкусна, крайне ценится среди вампиров. Среди упырей есть много женщин, которые при жизни были монахинями или радикальными феминистками, которые в будущем истории человечества устроят тоталитарный строй, устраивая геноцид против мужчин.
- Оборотни — религиозные фанатики, чья волчья натура вырывается наружу во время приступов ярости (члены инквизиции, например). Лемурианцы держали их в клетках и натравливали на вампиров, также они изобрели устройство, которое может искусственно вводить оборотня в исступление.
- Учёные — при жизни они были помешанными учёными, готовившими ради науки продать свои души. Являются основным поставщиком не магического оружия всем воюющим сторонам. У них не растёт кожа, поэтому они надевают периодически чужую, пока та не иссохнет.
- Кентавры — при жизни были насильниками, неразумны и населяют дикие местности. Естественные враги гарпий и оборотней, но лемурианцы смогли запрячь их в свои ряды.
- Зомби — большая часть населения ада. При жизни тоже были зомби, тоже были ведомы, тоже занимали низшие ступени социума, тоже бесконечно страдали и не понимали почему.
- Рептилии — считаются вторыми по вероломству и жестокости, после вампиров. При жизни творили зло ради наживы, возводя в высший жизненный принцип получение максимальной прибыли.

## Государства
Наиболее известны страны Воскресении расположенные в северной части земного Атлантического океана:
- Дракония — государство вампиров, возглавляемое графом Дракулой.
- Лемурия — расположена к северу от Драконии. Населена жертвами вампиров, ввиду чего постоянно воюет с Драконией.
- Танатос — египтоподобное государство учёных-Археологов.
- Дистопия (анти-утопия) — расположена к северо-востоку от Драконии, там в столице Донлон правит Королева-Змея Коварства. Дистопия являет собой карикатуру на Британскую империю с обозначением основных стереотипов: Королева-Мать, пятичасовой чай, красные мундиры и стремление к мировому господству за счёт торговли и дипломатических интриг. Именно поэтому дистопианцы имеют вид холоднокровных пресмыкающихся, и по степени вероломства почти не уступают жестоким носферату.

## Клаудия Рыцарь-Вампир
Цикл графических новелл английского автора Пата Миллса и художника Френка Тацита. Является спин-оффом цикла Requiem Chevalier Vampire. Claudia Chevalier Vampire — это отдельная история, где главным действующим лицом является леди Клаудия. События происходит в Воскресении, как в Requiem Chevalier Vampire и привносят в этот мир новых действующих лиц. Цикл не смог повторить успеха Реквиема, поскольку на порядок уступает в графике предшественнику.
На русский язык новеллы ещё не переведены, но желающие могут ознакомиться с ними на французском и немецком языках. Существует также перевод, от журнала Heavy Metal, первого тома на английский.
Список альбомов
- «La Porte des Enfers» (2004)
- «Femmes violentes» (2006)
- «Opium rouge» (2007)